# Diga di Tayfur
La diga di Tayfur è una diga della Turchia. Si trova nella provincia di Çanakkale.